# Англ (Гар)
Англ (фр. Angles) насеље је и општина у јужној Француској у региону Лангдок-Русијон, у департману Гар која припада префектури Ним.
По подацима из 2011. године у општини је живело 8.275 становника, а густина насељености је износила 465,67 становника/km². Општина се простире на површини од 17,77 km². Налази се на средњој надморској висини од 60 метара (максималној 183 m, а минималној 10 m).

## Демографија
| 1962. | 1968. | 1975. | 1982. | 1990. | 1999. | 2011. |
| ----- | ----- | ----- | ----- | ----- | ----- | ----- |
| 2.728 | 3.505 | 4.582 | 5.570 | 6.838 | 7.578 | 8.275 |

График промене броја становника у току последњих година